# Hiperlisinemia

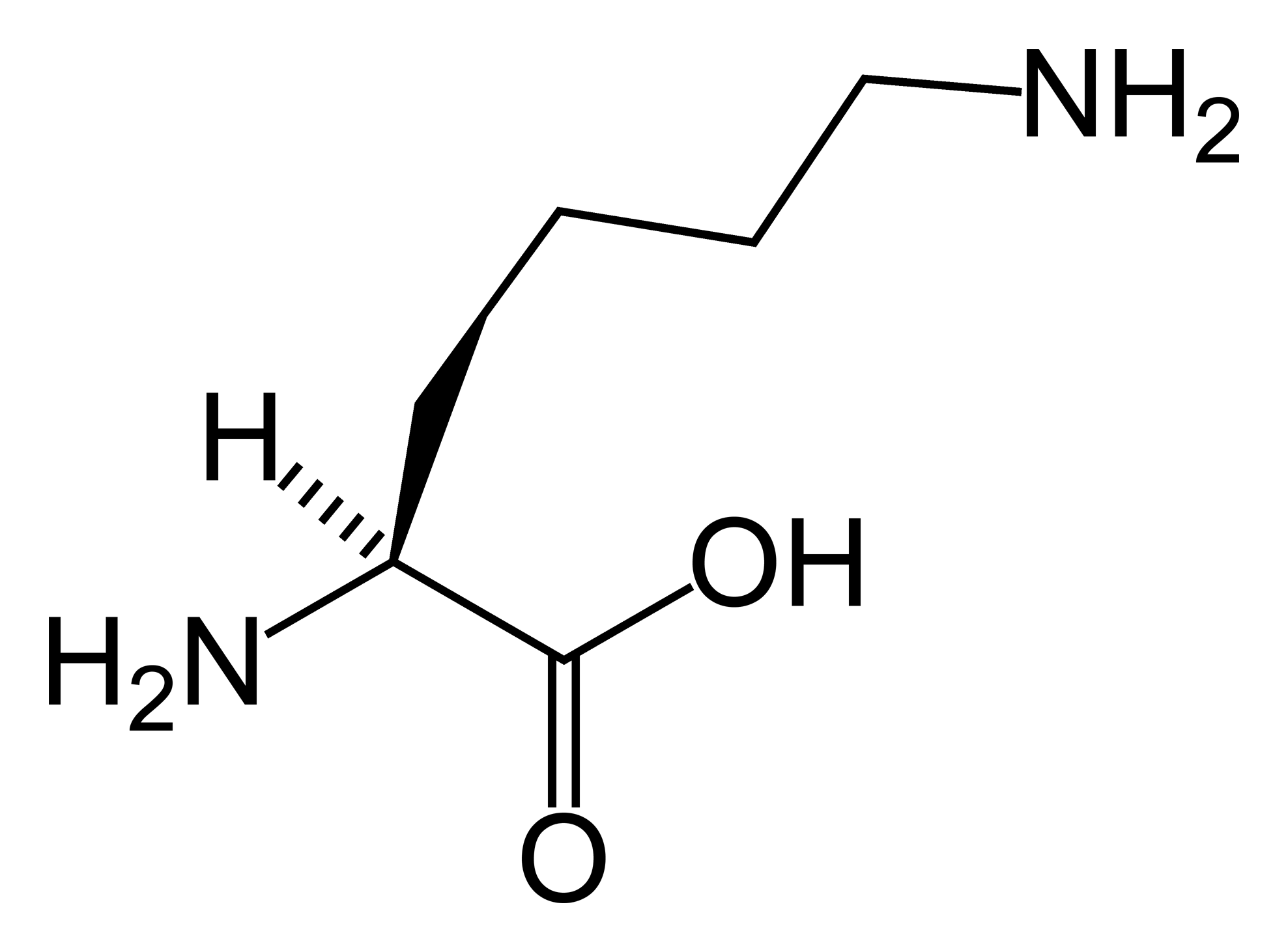
Estrutura Química da lisina. Observa-se grupos funcionais como o O (Oxigênio), OH (hidroxila) e H (hidrogênio), essenciais para sua atividade biológica.

Hiperlisinemia é um conjunto de doenças genéticas caracterizadas por um aumento anormal de lisina no sangue, associado com atraso mental, convulsões e anemia.